# Goldelund
Goldelund (frisó septentrional Gelün, danès Goldelund) és una ciutat del districte de Nordfriesland, dins l'Amt Mittleres Nordfriesland, a l'estat alemany de Slesvig-Holstein. El 2022 tenia 414 habitants.